# Elastyczność popytu
Elastyczność popytu – miara względnej zmiany wielkości popytu, wywołanej względną zmianą określonego czynnika wpływającego na popyt. Informuje o wrażliwości wielkości popytu na zmiany czynników, które go kształtują.
Elastyczność popytu jest dana wzorem:
{\displaystyle \epsilon _{xD}={\frac {\Delta D}{D}}:{\frac {\Delta x}{x}},}
gdzie:
{\displaystyle \epsilon _{xD}} – elastyczność popytu względem czynnika {\displaystyle x,}
{\displaystyle \Delta D} – przyrost popytu,
{\displaystyle D} – wielkość popytu,
{\displaystyle \Delta x} – przyrost czynnika {\displaystyle x,}
{\displaystyle x} – wartość czynnika {\displaystyle x.}
Jeśli elastyczność {\displaystyle \epsilon _{xD}=\infty ,} wówczas mówimy, że popyt jest doskonale elastyczny, tj. każda zmiana wartości czynnika X przekłada się na znaczne zmiany wielkości popytu.
Jeżeli {\displaystyle |\epsilon _{xD}|>1,} wówczas mówimy, że popyt jest elastyczny, tj. niewielka zmiana czynnika kształtującego popyt skutkuje znaczną zmianą wielkości popytu.
Gdy {\displaystyle |\epsilon _{xD}|=1,} to mamy do czynienia z elastycznością jednostkową popytu (inne określenia: neutralna, wzorcowa, proporcjonalna), tj. względne zmiany wartości czynnika {\displaystyle x} odpowiadają takim samym względnym zmianom wielkości popytu.
Jeśli {\displaystyle |\epsilon _{xD}|\in (0,1)} wówczas popyt jest nieelastyczny (sztywny), tj. nawet znacząca zmiana wartości czynnika {\displaystyle x} powoduje jedynie niewielkie zmiany wielkości popytu.
Jeżeli {\displaystyle \epsilon _{xD}=0,} wówczas popyt jest doskonale nieelastyczny (doskonale sztywny), tj. zmiany wartości czynnika {\displaystyle x} nie mają wpływu na wielkość popytu.

## Rodzaje elastyczności popytu
- elastyczność cenowa popytu,
- elastyczność mieszana popytu,
- elastyczność dochodowa popytu,
- elastyczność punktowa popytu